# Таранюк Владислав Володимирович
Владислав Володимирович Таранюк (англ. Taranyuk Vladislav Volodymirovych; 5 квітня 1955, смт Ситківці Немирівського району Вінницької області, Україна ) — український письменник, перекладач, журналіст, сценарист, режисер, автор книжок оповідань та повістей. Член Національної спілки кінематографістів України з 2002, член Національної спілки журналістів України з 2002. Художні та публіцистичні твори перекладено сімома мовами світу, зокрема і есперанто. Захоплюється книжками, історією України та нумізматикою.

## Родина
Мати — Таранюк Килина Вакулівна (1927–1997), агроном-виноградар.
Батько — Рибачук Володимир Миколайович.
Батьки розлучились в ранньому віці, мати виховувала одна. Одружений, виховує сина та дочку.

## Освіта
1972–1977 — Одеський технологічний інститут харчової промисловості імені Михайла Ломоносова, механічний факультет.
1995 — Семінар Фонду міжнародного Партнерства «Counterpart».
2000 — The British Council Teaching Centre. Course General English (Elementary) (Кембріджські курси).

## Кар'єра
З 1987 працює в кінематографії.

## Фільмографія
Автор сценаріїв і режисер понад двадцяти документальних і дитячих фільмів. Зокрема:
- «Сади та вино України» (1998)
- «Злато скіфів» (2000)
- «Босонога війна» (2005)
- «Запорожець за Дунаєм. Фільм про фільм» (2006)
- «Колочавські повстанці» (2009)

Автор сценаріїв багатьох, ще не знятих, фільмів:
- «Маленька повість про велику втрату»
- «Ніжний персика цвіт»
- «Можеш все на світі вибирати, сину!»
- «Бесарабець Іван Колєв — Герой Болгарії»
- «Червона калина в чагарниках колючого глоду», та багатьох інших.

### Автор книжок
- «Кучерганська відьма» (1999)
- «Вічна ознака» (2002)
- «Мокра згуба, або Гарба студентських витівок» / В. Таранюк. — Київ: Видавець Вадим Карпенко, 2003. — 88 с. — ISBN 966-7833-71-2
- «Владислав Таранюк про Івана Пулюя, Василя Єрошенка, Василя Каразіна, Агатангела Кримського, Лазаря Заменґофа» / В. Таранюк. — Київ : Грані-Т, 2009. — 88 с. — (Життя видатних дітей). — ISBN 978-966-465-240-4
- «Сценарії Владислава Таранюка за романами Олега Чорногуза» / В. Таранюк. — Київ: КИТ, 2013. — 302 с.
- «Цербер, що сліпо пантрує» / Київ, КВІЦ, 2015. — 242 с.
- «Шкільний щоденник. Відверті нотатки школяра другої половини ХХ сторіччя» / Луцьк: «Волинянин», 2016.  — 172 с.
- «Пригоди Марка та Харка» / В. Таранюк, В. Карпенко — Київ: Видавець Вадим Карпенко, 2017. — 120 с. — (Літературний сценарій)
- «Рундучок корисних порад  для дбайливого господаря» / В.Таранюк. — Луцьк, 2019. -  124 с.
- «Душа зігрілась» / В.Таранюк. — Київ: КВІЦ, 2020. -  352 с.

### Упорядник книжок
- В. Єрошенко «Казки та легенди» (2004 та 2006)
- В. Єрошенко «Казки та легенди» (мовою Есперанто, 2007)
- О. Царюк «Листи з війни» (2007)
- «Тематичний українсько — болгарський словник» (2008)
- «Болград» (разом з І. Стояновим, комплект листівок українською та болгарською мовами, 2008)
- М. Ковтонюк «Щоденник» (2009)
- «Повний реєстр творів про Василя Єрошенка» (2010)
- О. Чорногуз «Зібрання творів в п'ятнадцяти томах» (2015)
- В. Воробей, М. Щербак «Моя Волинка» (2016)

### Автор перекладів
- Д. Самарин «Правосуддя по-американськи» (рос. «Правосудие по-американски», 2004)
- «Скринька корисних порад» (з російської , 2007)
- І. Миколайчук, Р. Балаян «Відлюдько» (сценарій, з російської, 2008)
- О. Бєляєв «Голова професора Доуеля» (з російської, 2010)
- «Болгарські народні казки» (з болгарської, 2010)
- «Цікавинки про тварин» (з російської, 2010)
- А. Константінов «Бай Ганю» (з болгарської, 2020)

## Відзнаки
Нагороджений
- Почесною відзнакою Міністерства культури і мистецтв «За досягнення в розвитку культури і мистецтв».
- Подякою та годинником Голови київської міської державної адміністрації.
- Пам'ятною медаллю «Перемога 65 років» (05.2010).
- Почесною відзнакою лицарського легіону України (05.2010)
- Грамотою Київської організації Національної спілки журналістів України «За вагомий внесок у примноження духовного потенціалу українського суспільства, за вірність ідеалам правди і добра» (м. Київ, 2019)

Лауреат телевізійного конкурсу «Золота ера» 1997 рік.
Дипломант міжнародного кінофестивалю «Кінолітопис 2007».
Переможець конкурсу «Сила малого» — сто найкращих оповідань України». Оповідання «Китиця калини на півдні Африки» (2008).
Володар ІІ премії фестивалю «Дунай — ріка миру» у номінації «Какво може журито» («Що може журі») (м. Русе, Болгарія, 2017)
Лауреат Міжнародного конкурсу  документального оповідання «Бути людиною» (м. Київ, 2018).
Лауреат Міжнародного літературного конкурсу за мотивами картини заслуженого художника України Анатолія Марчука «Світло у вікні». ІІІ премія у номінації «Проза» (м. Київ, 2018).
Лауреат премії «Алмазний Дюк» Міжнародного літературно-художнього багаторівневого конкурсу імені Де Рішельє. (м. Одеса, 2019)